# (153814) 2001 WN5
(153814) 2001 WN5 とは、アポロ群に属する地球近傍天体の1つである。
2001 WN5 は、2001年11月20日に LONEOS によって発見された。絶対等級は18.2等級であり、推定直径はアルベドを0.13と仮定して800mである。
2001 WN5 は、近日点距離が地球軌道のわずかに内側に入り込み、遠日点距離は火星軌道の完全に外側である。2001 WN5 はこの周期を2.24年かけて公転している。しかし軌道傾斜角は1.92度とほとんど傾いておらず、後述するとおり地球や火星に衝突する可能性の高い小惑星である。このため 2001 WN5 は潜在的に危険な小惑星(PHA)に分類されている。
2001 WN5は、2028年6月26日に月軌道の内側に入り込み、地球から24万8800km (0.0016634AU) まで接近する。また、このとき月には、50万3100km (0.0033629AU) まで接近する。また火星横断小惑星でもあるため、火星にも衝突する可能性がある。最も接近するのは2039年10月29日で、火星から224万km (0.014984AU) まで接近する。